# Jean-Blaise Giraud
Jean-Blaise Giraud né à Bordeaux le 3 février 1887 et mort à Paris le 28 novembre 1952 est un peintre français.

## Biographie
Jean-Blaise Giraud est le fils de Pierre Mathieu, dessinateur et de Marie Poissonié, tailleuse en robes.
En 1914, il partage le premier grand prix de Rome avec Robert Poughéon et Jean Despujols.
En 1921, il épouse Germaine Julie Grené, professeur.

## Distinction
- Croix de guerre 1914-1918